# Rådhuspladsen (metrostation)
Rådhuspladsen is een ondergronds metrostation in de Deense hoofdstad Kopenhagen dat op 29 september 2019 werd geopend.

## Geschiedenis
In 1996 besloot Kopenhagen tot de aanleg van een metro om de stad te verbinden met nieuwe woonwijken en bedrijfsterreinen die op Amager zouden worden opgetrokken. De bow van de eerste metrolijn begon in 1998 en in 1999 werden plannen gepresenteerd voor een ringlijn, de cityringen, met zijtakken aan de aan de noord- en zuidkant van de stad. De cityringen kreeg lijnnummer M3 en de zijtakken zouden de noord- zuidlijn M4 vormen die in het centrum de sporen van de ringlijn gebruikt. Het tracébesluit werd in december 2005 genomen, de financiering werd op 1 juni 2007 door het parlement goedgekeurd en de aanleg van de ringlijn, waaronder Rådhuspladsen, begon in 2009 met een geschatte bouwtijd van 9 jaar. De opening van de lijn werd een aantal keren uitgesteld, de ringlijn werd uiteindelijk geopend op 29 september 2019 en de diensten van de M4 begonnen op 28 maart 2020.

## Ligging en inrichting
Het station ligt onder het raadhuisplein in het centrum van de stad op de plaats waar zich tot maart 2010 het busstation HT-Terminal bevond. De hoofdingang ligt aan de noordkant van het plein bij de Vester Volgade. Hier verbindt een vaste trap, die haaks staat op het perron, de straat met de verdeelhal, daarnaast zijn hier twee liften die het perron rechtstreeks met de straat verbinden. De ondergrondse verdeelhal heeft daklichten en is met twee roltrapgroepen van elk vier roltrappen verbonden met het perron. De westelijke roltrapgroep wordt op het niveau van de verdeelhal geflankeerd door twee ondergrondse fietsenstallingen die toegankelijk zijn met een vaste trap aan de HC Andersens Boulevard aan de westkant en met tussendeuren verbonden zijn met de verdeelhal.  
Omdat het standaardontwerp op de eerste twee metrolijnen betekende dat de ondergrondse stations voor reizigers niet te onderscheiden bleken, werd voor de stations van M3 en M4 gekozen voor een eigen wandbekleding en afwerking per station. Voor Rådhuspladsen viel de keuze op zwarte cermet platen als verwijzing naar het nachtleven op het raadhuisplein. Aan de westzijde van het perron lopen de tunnelbuizen in bogen onder pretpark Tivoli en Københavns Hovedbanegård naar København H. Ten oosten van het perron lopen de tunnels in een ruime boog onder de bebouwing van de binnenstad richting Gammel Strand. 

## Archeologische vondsten
Voorafgaand aan de bouw van het metrostation in 2011/2012 werd onder leiding van Hanna Dahlström door tot 30 archeologen onderzoek gedaan rond de bouwplaats. In 2008 werden al opgravingen gedaan bij de begraafplaats van de St. Clemenskerk, vermoedelijk de oudste van Kopenhagen. Hier werden toen al sporen gevonden van intensieve stedelijke bewoning in Denemarken in de vroege middeleeuwen (1000-1100). De hypothese van de archeologen gaat uit van twee machtscentra, waarvan er een zich zeer waarschijnlijk ten westen van Clemensstaden bevond op de locatie van het raadhuisplein. Deze opgravingen in het centrum hebben nieuwe kennis opgeleverd over Kopenhagen als echte handelsstad al 100 jaar voor Absalon.
København H   · Rådhuspladsen · Gammel Strand · Kongens Nytorv · Marmorkirken · Østerport   · Trianglen · Poul Henningsens Plads · Vibenshus Runddel · Skjolds Plads · Nørrebro  · Nørrebros Runddel · Nuuks Plads · Aksel Møllers Have · Frederiksberg · Frederiksberg Allé · Enghave Plads · København H →
København Syd  · Mozarts Plads · Sluseholmen · Enghave Brygge · Havneholmen · København H   · Rådhuspladsen · Gammel Strand · Kongens Nytorv · Marmorkirken · Østerport   · Nordhavn  · Orientkaj